# Остурнянський потік
Остурнянський потік (словац. Osturniansky potok) — річка в Словаччині і Польщі, права притока Дунайця, протікає в окрузі Кежмарок.
Довжина — 18.9-26 км — з того 13 км в Словаччині. Витік знаходиться на висоті приблизно 910 метрів в масиві Списька Маґура (схил гори Брія). Протікає територією сіл Остурня; Кацвін і Недзиця
Впадає у Дунаєць на висоті приблизно 495 метрів.
Притоки
- праві
  - безіменні
  - Чрхльовий потік
  - Бистра
  - Крутовський потік
- ліві
  - Підлапшанка
  - Лапшанка